# スウェイン
スウェイン (Swain) は、アイルランド生まれの競走馬、種牡馬。フランスとイギリスで調教を受け、キングジョージ6世&クイーンエリザベスダイヤモンドステークス（文中では「キングジョージ」と略す）を連覇（連続優勝）した。

## 競走馬時代
父ナシュワンは英2000ギニー、英ダービーを優勝したイギリスの二冠馬で、「キングジョージ」も優勝している。母ラヴスミットンはアメリカ合衆国のアップルブロッサムハンデキャップ（米G1）の優勝馬。祖母スクウェアエンジェルはカナダの3歳牝馬チャンピオン（ソヴリン賞の前身）を受賞。他の近親にも著名な活躍馬が多数いる名門の生まれである。
3歳となったスウェインはフランスのアンドレ・ファーブル調教師の厩舎で調教を受け、1995年5月のサンクルー競馬場でデビューすると、リス賞（仏G3）、ドーヴィル大賞典（仏G2）を含む5連勝で10月の凱旋門賞に駒を進めたが、ラムタラの3着に終わった。
古馬となった1996年はロンシャン競馬場のガネー賞（仏G1）3着の後、イギリスのコロネーションカップでG1競走初勝利。サンクルー大賞では3歳馬のエリシオに逃げ切られたが、凱旋門賞の前哨戦であるフォワ賞では同年の「キングジョージ」優勝馬ペンタイアを破った。続く凱旋門賞はエリシオが5馬身差で圧勝し、スウェインはピルサドスキー、オスカーシンドラーに続く4着に終わった。凱旋門賞後はカナダのブリーダーズカップターフに出走。凱旋門賞2着のピルサドスキーが優勝、シングスピールが2着、スウェインは3着だった。4着のシャントゥーを含め、上位1〜4着を欧州勢が独占した。
5歳となった1997年はイギリスのサイード・ビン・スルール厩舎に移籍した。シーズン緒戦のニューマーケット競馬場で行われたプリンセスオブウェールズステークス（英G2）2着と1走して「キングジョージ」に出走した。この年のキングジョージにはエリシオ、ピルサドスキー、シングスピール、シャントゥーらといった有力馬が集まり今では "The Race of the Decade" と称されるほどになったハイレベルなレースになったが、スウェインは単勝6番人気ながら見事に優勝した。父ナシュワンとの親子優勝でもあった。その後はアークトライアル3着を経て三度目の正直を目指して凱旋門賞に出走したがパントレセレブルの7着に敗れた。
1998年は緒戦にアラブ首長国連邦、ドバイのドバイワールドカップに出走した。ヨーロッパの芝コースを走っていたスウェインにとって初のダートコースとなったが、アメリカ合衆国から遠征したシルバーチャームと叩き合いを演じたが短頭差（→着差を参照）で2着に敗れた。
その後はコロネーションカップ2着、ハードウィックステークス（英G2）3着を経てこの年も「キングジョージ」へ駒を進めた。これまでスウェインを苦しめてきたエリシオ・ピルサドスキー・シングスピールといった前年までの有力馬は引退しており、ハイライズ・ロイヤルアンセム・デイラミらを下して連覇を達成した。
秋にはアイルランドのアイリッシュチャンピオンステークスを優勝し、この年はダートのブリーダーズカップクラシックへ挑戦した。同年のブリーダーズカップクラシックにはスキップアウェイ、オーサムアゲイン、シルバーチャーム、ヴィクトリーギャロップ、コロナドズクエスト、ジェントルメンといった近年希にみるハイレベルなメンバーが集結し、地元アメリカ合衆国のシルバーチャームとの再戦ともなり、競り合いになると強いシルバーチャームに対抗するため、騎手のランフランコ・デットーリは最後の直線コースでコースの大外に進路を取るという作戦に出たが、シルバーチャームも連れてスウェインに合わせにいったものの、その間に内を進んだオーサムアゲインが優勝、スウェインは2着のシルバーチャームを差し切れず3着に終わり、この競走を最後に引退した。同年はカルティエ賞最優秀古馬を受賞。

### 競走成績
- 1995年（3歳）6戦5勝、リス賞（仏G3）、ドーヴィル大賞典（仏G2）
- 1996年（4歳）6戦2勝、コロネーションカップ（英G1）、フォワ賞（仏G3）
- 1997年（5歳）4戦1勝、キングジョージ6世&クイーンエリザベスダイヤモンドステークス（英G1）
- 1998年（6歳）6戦2勝、カルティエ賞最優秀古馬。キングジョージ6世&クイーンエリザベスダイヤモンドステークス（英G1）、アイリッシュチャンピオンステークス（愛G1）

## 種牡馬時代
引退後は種牡馬となり、アメリカ合衆国ケンタッキー州のシャドウェルファームで種牡馬入り。2010年からカナダのオンタリオ州にある、アスコットスタッドで繋養されていた。産駒のG1勝ち馬は1頭、優勝ステークス数12と、競走成績からの期待には及ばない種牡馬成績である。
2022年をもって種牡馬を引退し、オールドフレンズへ移動した。
2022年7月28日、老衰のため30歳で死亡した。

### 代表産駒
- ディミトローヴァ：フラワーボウル招待ステークス（米G1）
- ナシージ：メイヒルステークス（英G2）、フレッドダーリンステークス（英G3）、スイートソレラステークス（英G3）
- スタンレーパーク：サンルイレイハンデキャップ（米G2）、ベイメドウズダービー（米G3）
- ムクビル：グリーナムステークス（英G3）
- マカーン：トーマスブライアン賞（仏G3）
- トリリオンカット：朝日チャレンジカップ（JRAG3）
- シェルゲーム：巴賞

## 血統表
| スウェインの血統（ブラッシンググルーム系（ナスルーラ系） / Nearco5×5=6.25%） | スウェインの血統（ブラッシンググルーム系（ナスルーラ系） / Nearco5×5=6.25%） | スウェインの血統（ブラッシンググルーム系（ナスルーラ系） / Nearco5×5=6.25%） | （血統表の出典）         | （血統表の出典） |
| 父 Nashwan 1986 栗毛                                                         | 父の父Blushing Groom 1974 栗毛                                               | Red God                                                                      | Nasrullah                | Nasrullah        |
| 父 Nashwan 1986 栗毛                                                         | 父の父Blushing Groom 1974 栗毛                                               | Red God                                                                      | Spring Run               |                  |
| 父 Nashwan 1986 栗毛                                                         | 父の父Blushing Groom 1974 栗毛                                               | Runaway Bride                                                                | Wild Risk                | Wild Risk        |
| 父 Nashwan 1986 栗毛                                                         | 父の父Blushing Groom 1974 栗毛                                               | Runaway Bride                                                                | Aimee                    |                  |
| 父 Nashwan 1986 栗毛                                                         | 父の母Height of Fashion 1979 鹿毛                                            | Bustino                                                                      | Busted                   | Busted           |
| 父 Nashwan 1986 栗毛                                                         | 父の母Height of Fashion 1979 鹿毛                                            | Bustino                                                                      | Ship Yard                |                  |
| 父 Nashwan 1986 栗毛                                                         | 父の母Height of Fashion 1979 鹿毛                                            | Highclare                                                                    | Queen's Hussar           | Queen's Hussar   |
| 父 Nashwan 1986 栗毛                                                         | 父の母Height of Fashion 1979 鹿毛                                            | Highclare                                                                    | HighLight                |                  |
| 母 Love Smitten 1981 鹿毛                                                    | 母の父Key to the Mint 1969 鹿毛                                              | Graustark                                                                    | Ribot                    | Ribot            |
| 母 Love Smitten 1981 鹿毛                                                    | 母の父Key to the Mint 1969 鹿毛                                              | Graustark                                                                    | Flower Bowl              |                  |
| 母 Love Smitten 1981 鹿毛                                                    | 母の父Key to the Mint 1969 鹿毛                                              | Key Bridge                                                                   | Princequillo             | Princequillo     |
| 母 Love Smitten 1981 鹿毛                                                    | 母の父Key to the Mint 1969 鹿毛                                              | Key Bridge                                                                   | Blue Banner              |                  |
| 母 Love Smitten 1981 鹿毛                                                    | 母の母Squara Angel 1970 鹿毛                                                 | Quadrangle                                                                   | Cohoes                   | Cohoes           |
| 母 Love Smitten 1981 鹿毛                                                    | 母の母Squara Angel 1970 鹿毛                                                 | Quadrangle                                                                   | Tap Day                  |                  |
| 母 Love Smitten 1981 鹿毛                                                    | 母の母Squara Angel 1970 鹿毛                                                 | Nangela                                                                      | Nearctic                 | Nearctic         |
| 母 Love Smitten 1981 鹿毛                                                    | 母の母Squara Angel 1970 鹿毛                                                 | Nangela                                                                      | Angela's Niece F-No.14-c |                  |

- 主な近親はプリティーポリー#シスターサラ系を参照